# 桔花
桔花（きっか、 1985年12月20日 - ）は、日本の女性ファッションモデル、女優。ガンズマネージメント所属。神奈川県横浜市出身。

## 人物
趣味は帽子作り、音楽、写真、アート巡り。ミステリー好き。着物の着付けが出来る。着物を好む。趣味の写真でカメラマンとして「Cute Photographer」に参加している。
ガンズマネージメント所属。

## 出演

### CM
- 日産自動車 デイズルークス
- ワコール LALAN「うわさのリボンブラ」（2010年12月 - 2011年6月）
- ZIMA KENSEIver（2010年4月 - 2010年6月）
- ドールバナナ（2010年4月 - 2010年9月）
- JKA KEIRIN 今日もどこかで篇 受けうり篇（2010年5月 - 2011年3月）
- カゴメ 野菜生活100 若者篇（2009年4月 - ）
- マクドナルド ドライブスルー篇（2008年3月 - 6月）
- 日本工学院（2008年5月 - 2009年4月）
- JCBカード「公共料金舞台篇」

### 映画
- そらそい（石井克人/三木俊一郎/オースミユーカ監督） 2008年ハワイ国際映画祭、第59回ベルリン国際映画祭

### TV
- NHK Eテレ「デザインあ」

### Movie
- Bee TV「キス×KISS×キス」「瞬間LOVE」

### PV
- 氣志團「One Night Carnival 2013」
- THE野党「Golden Hen」
- Zeebra「Money In My Pocket Feat.NaNa」
- 斉藤和義 「ずっと好きだった」
- back number「春を歌にして」
- the telephones「Monkey Discooooooo」

### 広告
- 積水ハウス
- 資生堂TSUBAKI　　他

### カタログ
- Vivienne Westwood RED LABEL 2008AW

### CDジャケット
- JABBERLOOP アルバムジャケット
- back number 「逃した魚」 アルバムジャケット

### 雑誌
- JILLE
- PS
- VoCE
- Ray
- SPUR
- ar
- 髪化粧
- ヘアーモード
- Spring

### ショー
- 東京コレクション
- 神戸コレクション